# Ченгуань (селище, Менчен)
Ченгуань (кит. 城关街道, пін. Chéngguān Jiēdào) — містечко у КНР, адміністративний центр повіту Менчен провінції Аньхой.

## Географія
Ченгуань розташовується у середній течії Го (басейн Хуайхе), лежить на Великій Китайській рівнині.

### Клімат
Містечко знаходиться у зоні, котра характеризується вологим субтропічним кліматом. Найтепліший місяць — липень із середньою температурою 28 °C (82.4 °F). Найхолодніший місяць — січень, із середньою температурою 1.8 °С (35.2 °F).
| Клімат Ченгуаня         | Клімат Ченгуаня | Клімат Ченгуаня | Клімат Ченгуаня | Клімат Ченгуаня | Клімат Ченгуаня | Клімат Ченгуаня | Клімат Ченгуаня | Клімат Ченгуаня | Клімат Ченгуаня | Клімат Ченгуаня | Клімат Ченгуаня | Клімат Ченгуаня | Клімат Ченгуаня |
| Показник                | Січ.            | Лют.            | Бер.            | Квіт.           | Трав.           | Черв.           | Лип.            | Серп.           | Вер.            | Жовт.           | Лист.           | Груд.           | Рік             |
| Середня температура, °C | 1,8             | 3,5             | 9               | 15,6            | 21,2            | 25,8            | 28              | 27,6            | 22,4            | 16,9            | 10,2            | 4               | 15,5            |
| Норма опадів, мм        | 21.1            | 30.6            | 47.6            | 61.1            | 69.7            | 104.3           | 224.5           | 131.8           | 85              | 50.3            | 33.3            | 16.1            | 875.4           |
| Днів з опадами          | 5,3             | 6,8             | 8,6             | 9,9             | 9,1             | 9,1             | 13,6            | 10,8            | 10,1            | 7,9             | 7,3             | 5,8             | 104,3           |
| Вологість повітря, %    | 66.3            | 67.4            | 66.3            | 68.3            | 67.7            | 69.5            | 80.3            | 80.2            | 76.9            | 73.7            | 70.6            | 67              | 71.2            |
| ----------------------- | --------------- | --------------- | --------------- | --------------- | --------------- | --------------- | --------------- | --------------- | --------------- | --------------- | --------------- | --------------- | --------------- |
| Джерело: Weatherbase    |                 |                 |                 |                 |                 |                 |                 |                 |                 |                 |                 |                 |                 |